# Lindsey Bolivar
Lindsey Bolivar (* 13. Juli 1984) ist eine ehemalige kanadische Biathletin.
Lindsey Bolivar nahm erstmals in Ridnaun an einer Junioren-Weltmeisterschaft teil und erreichte mit Platz 39 im Einzel und Zehn im Staffelrennen ihre besten Resultate. Im Jahr darauf wurde Rang 31 im Verfolgungsrennen von Kościelisko das beste Ergebnis. 2004 lief sie in der Haute-Maurienne ihre dritte Junioren-WM mit den Rängen 32 im Sprint und 34 in der Verfolgung als beste Ergebnisse. Zum vierten und letzten Mal trat Bolivar bei der Junioren-WM 2005 in Kontiolahti an und belegte mit Platz 42 ihr bestes Ergebnis.
Seit 2006 startet Bolivar im Frauenbereich. Ihr erstes Rennen im Biathlon-Europacup bestritt sie in Altenberg und wurde 28. im Sprint. Höhepunkt der ersten Senioren-Saison wurde die Teilnahme an den Biathlon-Europameisterschaften 2006 in Langdorf. Im Einzel lief sie auf den 65. Platz, im Sprint wurde sie 67. Gemeinsam mit Sonya Erasmus, Cynthia Clark und Megan Tandy erreichte sie im Staffelrennen den 15. Platz. In der Folgesaison debütierte Bolivar im Biathlon-Weltcup. Ihr bislang einziges Rennen bestritt sie bei einem Sprintrennen in Pokljuka, in dem sie 73. wurde. Im Europacup erreichte sie in Forni Avoltri und Nové Město na Moravě 2007 als 16. in Verfolgungsrennen ihre besten Ergebnisse.
Auf nordamerikanischer Ebene erreichte Bolivar immer wieder gute Resultate. So wurde sie bei den Nordamerikanischen Meisterschaften im Skiroller-Biathlon 2008 in Canmore im Sprint Siebte, im Verfolgungsrennen Zehnte. Im Biathlon-NorAm-Cup 2008/09 wurde die Kanadierin zum Auftakt der Saison in Canmore Dritte im Sprint. In der Gesamtwertung des Wettbewerbs kam sie auf den neunten Platz.

## Weltcupstatistik
Die Tabelle zeigt alle Platzierungen (je nach Austragungsjahr einschließlich Olympische Spiele und Weltmeisterschaften).
- 1.–3. Platz: Anzahl der Podiumsplatzierungen
- Top 10: Anzahl der Platzierungen unter den ersten zehn (einschließlich Podium)
- Punkteränge: Anzahl der Platzierungen innerhalb der Punkteränge (einschließlich Podium und Top 10)
- Starts: Anzahl gelaufener Rennen in der jeweiligen Disziplin

| Platzierung | Einzel | Sprint | Verfolgung | Massenstart | Staffel | Gesamt |
| ----------- | ------ | ------ | ---------- | ----------- | ------- | ------ |
| 1. Platz    |        |        |            |             |         |        |
| 2. Platz    |        |        |            |             |         |        |
| 3. Platz    |        |        |            |             |         |        |
| Top 10      |        |        |            |             |         |        |
| Punkteränge |        |        |            |             |         |        |
| Starts      |        | 1      |            |             |         | 1      |